# Finlandia na Zimowych Igrzyskach Olimpijskich 1964
Finlandię na Zimowych Igrzyskach Olimpijskich 1964 reprezentowało 52 zawodników: 46 mężczyzn i sześć kobiet. Był to dziewiąty start reprezentacji Finlandii na zimowych igrzyskach olimpijskich.

## Zdobyte medale
| Medal  | Zawodnik                                                     | Dyscyplina          | Konkurencja                 | Rezultat    |
| ------ | ------------------------------------------------------------ | ------------------- | --------------------------- | ----------- |
| Złoto  | Eero Mäntyranta                                              | Biegi narciarskie   | bieg na 15 km mężczyzn      | 50:45,1 min |
| Złoto  | Eero Mäntyranta                                              | Biegi narciarskie   | Bieg na 30 km mężczyzn      | 1:30:50,7 h |
| Złoto  | Veikko Kankkonen                                             | Skoki narciarskie   | skocznia normalna           | 229,9 pkt   |
| Srebro | Väinö Huhtala, Arto Tiainen, Kalevi Laurila, Eero Mäntyranta | Biegi narciarskie   | sztafeta 4 x 10 km mężczyzn | 2:18:42,4 h |
| Srebro | Mirja Lehtonen                                               | Biegi narciarskie   | Bieg na 5 km kobiet         | 17:52,9 min |
| Srebro | Kaija Mustonen                                               | Łyżwiarstwo szybkie | Bieg na 1500 m kobiet       | 2:25,5 min  |
| Srebro | Veikko Kankkonen                                             | Skoki narciarskie   | skocznia duża               | 228,9 pkt   |
| Brąz   | Arto Tiainen                                                 | Biegi narciarskie   | Bieg na 50 km mężczyzn      | 2:45:30,4 h |
| Brąz   | Senja Pusula, Toini Pöysti, Mirja Lehtonen                   | Biegi narciarskie   | Sztafeta 3 x 5 km kobiet    | 58:13,6 min |
| Brąz   | Kaija Mustonen                                               | Łyżwiarstwo szybkie | Bieg na 1000 m kobiet       | 1:34,8 min  |

## Skład kadry

### Biathlon
Mężczyźni
| Zawodnik         | Konkurencja   | czas biegu | Kary  | Łączny czas | Pozycja |
| ---------------- | ------------- | ---------- | ----- | ----------- | ------- |
| Hannu Posti      | Bieg na 20 km | 1:25:16,5  | 2:00  | 1:27:16,5   | 8.      |
| Antti Tyrväinen  | Bieg na 20 km | 1:22:09,0  | 8:00  | 1:30:09,0   | 13.     |
| Veikko Hakulinen | Bieg na 20 km | 1:19:37,9  | 12:00 | 1:31:37,9   | 15.     |
| Esko Marttinen   | Bieg na 20 km | 1:24:50,2  | 10:00 | 1:34:50,2   | 23.     |

### Biegi narciarskie
Mężczyźni
| Zawodnik                                                  | Konkurencja        | czas      | Pozycja |
| --------------------------------------------------------- | ------------------ | --------- | ------- |
| Eero Mäntyranta                                           | Bieg na 15 km      | 50:54,1   | złoto   |
| Väinö Huhtala                                             | Bieg na 15 km      | 51:45,4   | 4.      |
| Kalevi Laurila                                            | Bieg na 15 km      | 51:59,8   | 9.      |
| Eino Huhtala                                              | Bieg na 15 km      | 52:18,2   | 11.     |
| Eero Mäntyranta                                           | Bieg na 30 km      | 1:30:50,7 | złoto   |
| Kalevi Laurila                                            | Bieg na 30 km      | 1:32:41,4 | 6.      |
| Arto Tiainen                                              | Bieg na 30 km      | 1:33:37,7 | 13.     |
| Väinö Huhtala                                             | Bieg na 30 km      | 1:33:38,1 | 14.     |
| Arto Tiainen                                              | Bieg na 50 km      | 2:45:30,4 | brąz    |
| Eero Mäntyranta                                           | Bieg na 50 km      | 2:47:47,1 | 9.      |
| Lauri Bergqvist                                           | Bieg na 50 km      | 2:52:08,0 | 15.     |
| Kalevi Hämäläinen                                         | Bieg na 50 km      | 2:52:22,3 | 16.     |
| Väinö Huhtala Arto Tiainen Kalevi Laurila Eero Mäntyranta | Sztafeta 4 × 10 km | 2:18:42,4 | srebro  |

Kobiety
| Zawodnik                                 | Konkurencja       | czas      | Pozycja |
| ---------------------------------------- | ----------------- | --------- | ------- |
| Mirja Lehtonen                           | Bieg na 5 km      | 17:52,9   | srebro  |
| Toini Pöysti                             | Bieg na 5 km      | 18:25,5   | 5.      |
| Eeva Ruoppa                              | Bieg na 5 km      | 18:29,8   | 8.      |
| Senja Pusula                             | Bieg na 5 km      | 18:45,7   | 9.      |
| Toini Pöysti                             | Bieg na 10 km     | 41:17,4   | 5.      |
| Senja Pusula                             | Bieg na 10 km     | 41:17,6   | 6.      |
| Eeva Ruoppa                              | Bieg na 10 km     | 41:58,1   | 9.      |
| Mirja Lehtonen                           | Bieg na 10 km     | 42:06,9   | 10.     |
| Senja Pusula Toini Pöysti Mirja Lehtonen | Sztafeta 3 × 5 km | 1:02:45,1 | brąz    |

### Hokej na lodzie
Reprezentacja mężczyzn
| - Raimo Kilpiö - Juhani Lahtinen - Rauno Lehtiö - Esko Luostarinen - Ilkka Mesikämmen - Seppo Nikkilä - Kalevi Numminen - Lasse Oksanen |  | - Jorma Peltonen - Heino Pulli - Matti Reunamäki - Jouni Seistamo - Jorma Suokko - Juhani Wahlsten - Jarmo Wasama - Esko Kaonpää |

Reprezentacja Finlandii w rundzie kwalifikacyjnej wygrała 8:3 z reprezentacją Austrii awansując do rundy finałowej. W rundzie finałowej reprezentacja Finlandii zajęła 6. miejsce.
| 28 stycznia 1964 | Finlandia | 8:2 | Austria | Eisstadion |

| Godzina: 20:30 |  | (3:0, 3:1, 2:1) |  |  |

### Tabela końcowa

#### Grupa finałowa
| Drużyna           | M | Mecze | Mecze | Mecze | Bramki | Bramki | Bramki | Pkt | Uwagi |
| Drużyna           | M | W     | R     | P     | +      | -      | +/-    | Pkt | Uwagi |
| ----------------- | - | ----- | ----- | ----- | ------ | ------ | ------ | --- | ----- |
| ZSRR              | 7 | 7     | 0     | 0     | 54     | 10     | +44    | 14  |       |
| Szwecja           | 7 | 5     | 0     | 2     | 47     | 16     | +31    | 10  |       |
| Czechosłowacja    | 7 | 5     | 0     | 2     | 38     | 19     | +19    | 10  |       |
| Kanada            | 7 | 5     | 0     | 2     | 32     | 17     | +15    | 10  |       |
| Stany Zjednoczone | 7 | 2     | 0     | 5     | 29     | 33     | -4     | 4   |       |
| Finlandia         | 7 | 2     | 0     | 5     | 10     | 31     | -21    | 4   |       |
| Niemcy            | 7 | 2     | 0     | 5     | 13     | 49     | -36    | 4   |       |
| Szwajcaria        | 7 | 0     | 0     | 7     | 9      | 57     | -48    | 0   |       |

Wyniki
| 30 stycznia 1964 | Finlandia | 4:0 | Szwajcaria | Eisstadion |

| Godzina: 18:00 |

| 1 lutego 1964 | Czechosłowacja | 4:0 | Finlandia | Eisstadion |

| Godzina: 14:30 |

| 2 lutego 1964 | Szwecja | 7:0 | Finlandia | Eisstadion |

| Godzina: 18:00 |

| 4 lutego 1964 | ZSRR | 10:0 | Finlandia | Messehalle |

| Godzina: 14:00 |

| 5 lutego 1964 | Kanada | 6:2 | Finlandia | Eisstadion |

| Godzina: 14:00 |

| 7 lutego 1964 | Stany Zjednoczone | 2:3 | Finlandia | Eisstadion |

| Godzina: 14:00 |

| 8 lutego 1964 | Finlandia | 1:2 | Niemcy | Eisstadion |

| Godzina: 10:00 |

### Kombinacja norweska
Mężczyźni
| Zawodnik       | Konkurencja   | Bieg narciarski | Bieg narciarski | Bieg narciarski | Skoki narciarskie | Skoki narciarskie | Skoki narciarskie | Skoki narciarskie | Skoki narciarskie | Skoki narciarskie | Skoki narciarskie | Skoki narciarskie | Łącznie | Pozycja |
| Zawodnik       | Konkurencja   | Czas biegu      | Pozycja         | Punkty          | Skok 1            | Nota              | Skok 2            | Nota              | Skok 3            | Nota              | Punkty            | Pozycja           | Łącznie | Pozycja |
| -------------- | ------------- | --------------- | --------------- | --------------- | ----------------- | ----------------- | ----------------- | ----------------- | ----------------- | ----------------- | ----------------- | ----------------- | ------- | ------- |
| Erkki Luiro    | Indywidualnie | 56:57,3         | 27.             | 162,50          | 65,5              | 103,5             | 64,5              | 101,8             | 62,5              | 103,5             | 207,0             | 14.               | 369,50  | 22.     |
| Raimo Majuri   | Indywidualnie | 55:44,5         | 21.             | 175,52          | 61,5              | 91,5              | 67,0              | 99,4              | 59,5              | 93,3              | 192,7             | 19.               | 368,22  | 23.     |
| Esa Klinga     | Indywidualnie | 55:22,4         | 20.             | 179,49          | 62,5              | 94,4              | 54,5              | 77,3              | 52,0              | 78,7              | 173,1             | 26.               | 352,59  | 25.     |
| Raimo Partanen | Indywidualnie | 54:15,9         | 16.             | 191,78          | 59,0              | 83,9              | 53,0              | 72,7              | 62,0              | 54,0              | 156,6             | 29.               | 348,38  | 26.     |

### Łyżwiarstwo szybkie
Mężczyźni
| Zawodnik        | Konkurencja   | Konkurencja   | Konkurencja    | Konkurencja    | Konkurencja    | Konkurencja    | Konkurencja      | Konkurencja      |
| Zawodnik        | Bieg na 500 m | Bieg na 500 m | Bieg na 1500 m | Bieg na 1500 m | Bieg na 5000 m | Bieg na 5000 m | Bieg na 10 000 m | Bieg na 10 000 m |
| Zawodnik        | Czas          | Miejsce       | Czas           | Miejsce        | Czas           | Miejsce        | Czas             | Miejsce          |
| --------------- | ------------- | ------------- | -------------- | -------------- | -------------- | -------------- | ---------------- | ---------------- |
| Simo Rinne      | 41,4          | 10.           |                |                |                |                |                  |                  |
| Pekka Lattunen  | 41,8          | 16.           |                |                |                |                |                  |                  |
| Juhani Järvinen | 41,9          | 19.           | 2:12,4         | 8.             |                |                | 17:05,0          | 20.              |
| Toivo Salonen   | 42,2          | 23.           |                |                | 8:10,2         | 21.            |                  |                  |
| Jouko Launonen  |               | 2:11,9        | 4.             | 8:03,5         | 18.            | 16:49,8        | 14.              |                  |
| Jouko Jokinen   |               |               | 2:15,6         | 19.            |                |                |                  |                  |
| Seppo Hänninen  |               |               | 2:16,0         | 23.            |                |                |                  |                  |
| Kalervo Hietala |               |               |                |                | 7:58,8         | 15.            | 17:12,9          | 26.              |

Kobiety
| Zawodnik                 | Konkurencja   | Konkurencja   | Konkurencja    | Konkurencja    | Konkurencja    | Konkurencja    | Konkurencja    | Konkurencja    |
| Zawodnik                 | Bieg na 500 m | Bieg na 500 m | Bieg na 1000 m | Bieg na 1000 m | Bieg na 1500 m | Bieg na 1500 m | Bieg na 3000 m | Bieg na 3000 m |
| Zawodnik                 | Czas          | Miejsce       | Czas           | Miejsce        | Czas           | Miejsce        | Czas           | Miejsce        |
| ------------------------ | ------------- | ------------- | -------------- | -------------- | -------------- | -------------- | -------------- | -------------- |
| Kaija Mustonen           | 48,0          | 13.           | 1:34,8         | brąz           | 2:25,5         | srebro         | 5:24,3         | 5.             |
| Kaija-Liisa Keskivitikka | 48,8          | 16.           | 1:37,6         | 8.             | 2:30,0         | 8.             | 5:29,4         | 10.            |

### Narciarstwo alpejskie
Mężczyźni
| Zawodnik       | Konkurencja | Konkurencja | Konkurencja   | Konkurencja   | Konkurencja         | Konkurencja              | Konkurencja              | Konkurencja              |
| Zawodnik       | Zjazd       | Zjazd       | Slalom gigant | Slalom gigant | Slalom specjalny    | Slalom specjalny         | Slalom specjalny         | Slalom specjalny         |
| Zawodnik       | Czas        | Pozycja     | Czas          | Pozycje       | Czas 1-go przejazdu | Czas 2-go przejazdu      | Czas łączny              | Pozycja                  |
| -------------- | ----------- | ----------- | ------------- | ------------- | ------------------- | ------------------------ | ------------------------ | ------------------------ |
| Raimo Manninen | 2:23,94     | 22.         | 1:55,05       | 17.           | 1:14,82             | 1:05,45                  | 2:20,27                  | 22.                      |
| Ulf Ekstam     | 2:27,31     | 26.         | 2:01,78       | 36.           | Dyskwalifikacja     | Nie ukończył konkurencji | Nie ukończył konkurencji | Nie ukończył konkurencji |

### Skoki narciarskie
Mężczyźni
| Konkurencja       | Skoczek          | Skok 1    | Skok 1 | Skok 2    | Skok 2 | Skok 3    | Skok 3 | Nota  | Pozycja |
| Konkurencja       | Skoczek          | odległość | Nota   | odległość | Nota   | odległość | Nota   | Nota  | Pozycja |
| ----------------- | ---------------- | --------- | ------ | --------- | ------ | --------- | ------ | ----- | ------- |
| Skocznia normalna | Veikko Kankkonen | 77,0      | 95,9   | 80,0      | 115,9  | 79,0      | 114,0  | 229,9 | złoto   |
| Skocznia normalna | Niilo Halonen    | 74,5      | 99,4   | 75,5      | 102,8  | 74,5      | 100,6  | 203,4 | 14.     |
| Skocznia normalna | Ensio Hyytiä     | 73,5      | 101,5  | 72,5      | 99,6   | 74,0      | 100,9  | 202,4 | 20.     |
| Skocznia normalna | Antero Immonen   | 70,5      | 95,4   | 71,5      | 97,7   | 72,0      | 97,6   | 195,3 | 27.     |
| Skocznia duża     | Veikko Kankkonen | 95,5      | 118,9  | 90,5      | 110,0  | 88,0      | 85,6   | 228,9 | srebro  |
| Skocznia duża     | Niilo Halonen    | 88,0      | 105,8  | 83,0      | 100,0  | 78,0      | 96,2   | 205,8 | 14.     |
| Skocznia duża     | Ensio Hyytiä     | 87,0      | 101,6  | 80,0      | 94,4   | 76,5      | 96,9   | 198,5 | 23.     |
| Skocznia duża     | Antero Immonen   | 86,0      | 98,9   | 80,0      | 95,9   | 76,5      | 94,9   | 194,8 | 31.     |